# Young Corbett II
Young Corbett II, de son vrai nom William J. Rothwell, est un boxeur américain né le 4 octobre 1880 à Denver, Colorado, et mort le 10 avril 1927.

## Carrière

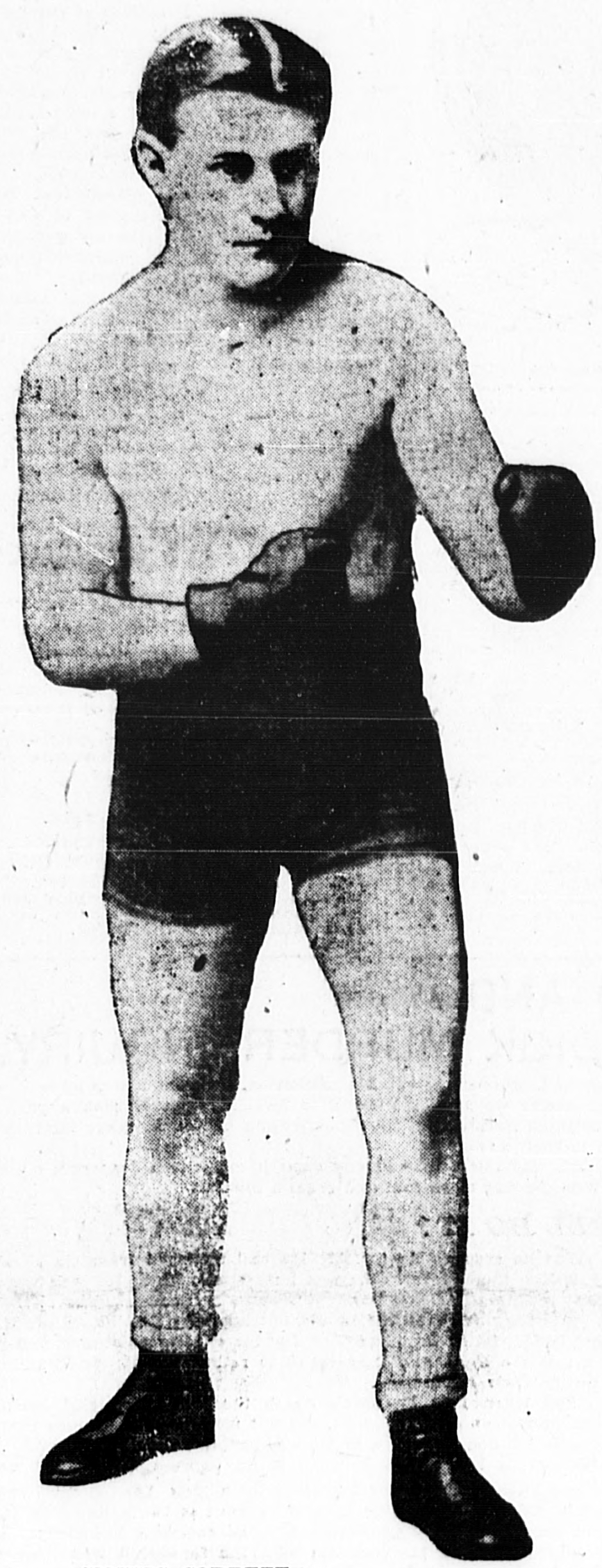
Young Corbett II en 1903

Il devient champion du monde des poids plumes le 28 novembre 1901 en battant par KO à la seconde reprise Terry McGovern. Corbett défend 5 fois son titre puis n'est plus en mesure de respecter la limite de poids autorisée à partir de 1903. Abe Attell sera alors proclamé champion de cette catégorie quelques mois plus tard.

## Distinction
- Young Corbett II est membre de l'International Boxing Hall of Fame depuis 2010[2].

## Anecdote
- Son nom est un hommage à James J. Corbett, champion du monde poids lourds de 1892 à 1897.